# ملديخم
مَلديخِم أو مالديخيم (تنطق بالهولندية: [ˈmɑldəɣɛm]) هي بلدية تقع في بلجيكا مقاطعة فلاندر الشرقية.

## توأمة
لمَلديخم اتفاقيات توأمة مع كل من:
- إرمونت
- Lampertheim [الإنجليزية]‏
- فيردن
- أدريا

## أعلام
- نويل فور
- نيكولا ستروم
- موريس دي وايل